# Jaan Poska

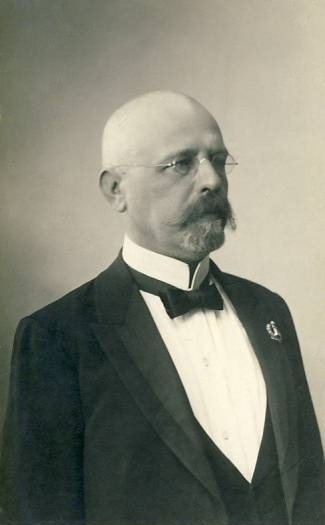
Jaan Poska

Jaan Poska (ursprünglich Ivan Poska; * 12. Januarjul. / 24. Januar 1866greg. in Laiusevälja, heute Landgemeinde Jõgeva, Estland; † 7. März 1920 in Tallinn) war ein estnischer Politiker.

## Frühe Jahre
Poska wurde als fünftes von zwölf Kindern einer armen russischsprachigen Familie geboren. Sein Vater war Küster, das Familienmilieu orthodox-klerikal geprägt. Poska ging zunächst auf die orthodoxe Dorfschule von Tuhalaane (heute Landgemeinde Karksi), dann auf die Kirchspielschule in Laiuse. Er wechselte dann – unterstützt von der orthodoxen Kirche – an das Geistlichen Seminar von Riga (Рижская духовная семинария), wo er die Mittelschule abschloss. 1882 starb der Vater; die Mutter zog nach Tartu, wo ein Sohn studierte. 1886 machte er als Externer das Abitur in Tallinn.
1886 begann Poska an der Kaiserlichen Universität Dorpat das Studium der Medizin, bevor er sich ein Jahr später an der Rechtswissenschaftlichen Fakultät einschrieb. Daneben besuchte er Kurse und Vorlesungen in der Germanistik. Unter dem Pseudonym Jaan Karu veröffentlichte er Übersetzungen aus dem Russischen, unter anderem von Alexander Puschkin und Peter dem Großen.

## Politiker

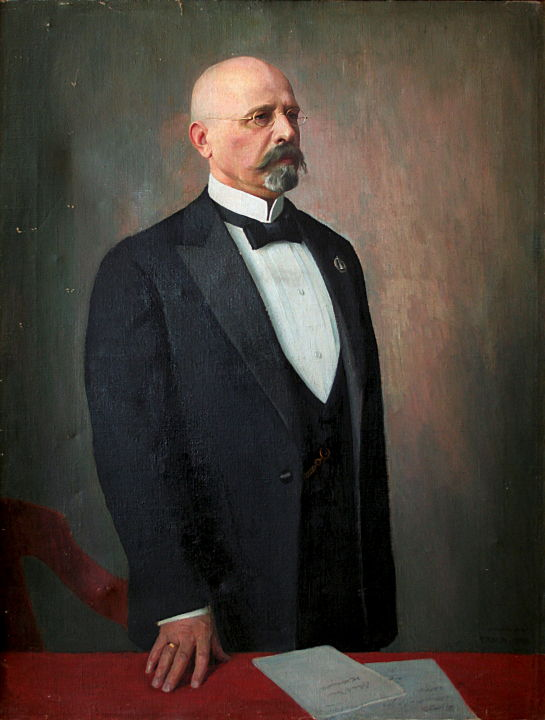
Jaan Poska. Gemälde von Paul Raud (1929)

1890 schloss Jaan Poska sein rechtswissenschaftliches Studium ab. Er ließ sich als Anwalt in der estnischen Hauptstadt Tallinn nieder. 1904 wurde er dort zum Stadtverordneten und 1905 zum Vorsitzenden des Stadtrates gewählt. Im Revolutionsjahr 1905 wurde er aus politischen Gründen von der zaristischen Staatsmacht kurzzeitig inhaftiert, konnte dann aber seine lokalpolitische Karriere fortsetzen. Von 1913 bis 1917 war Poska Oberbürgermeister von Tallinn.
Die Februarrevolution 1917 in Russland brachte auch für das politische Leben Estlands einschneidende Veränderungen mit sich. Poska spielte in den Revolutionsjahren 1917/18 und bei der Schaffung der staatlichen estnischen Selbständigkeit eine Schlüsselrolle.
Im März 1917 vereinigte die neue russische Regierung das Siedlungsgebiet der Esten (das Gouvernement Estland und den nördlichen Teil des Gouvernements Livland) zu einer Verwaltungseinheit. Der bisherige zaristische Gouverneur über Estland wurde abgesetzt. An seine Stelle trat von März bis Oktober 1917 Poska als Gouvernementskommissar der russischen provisorischen Regierung. Im Herbst 1917 wurde Poska zum Mitglied der Allrussischen konstituierenden Versammlung (Всероссийское Учредительное собрание) gewählt. Er gehörte der konservativ-nationalliberalen Estnischen Demokratischen Partei (Eesti Demokraatlik Erakond) an.

## Minister und Diplomat

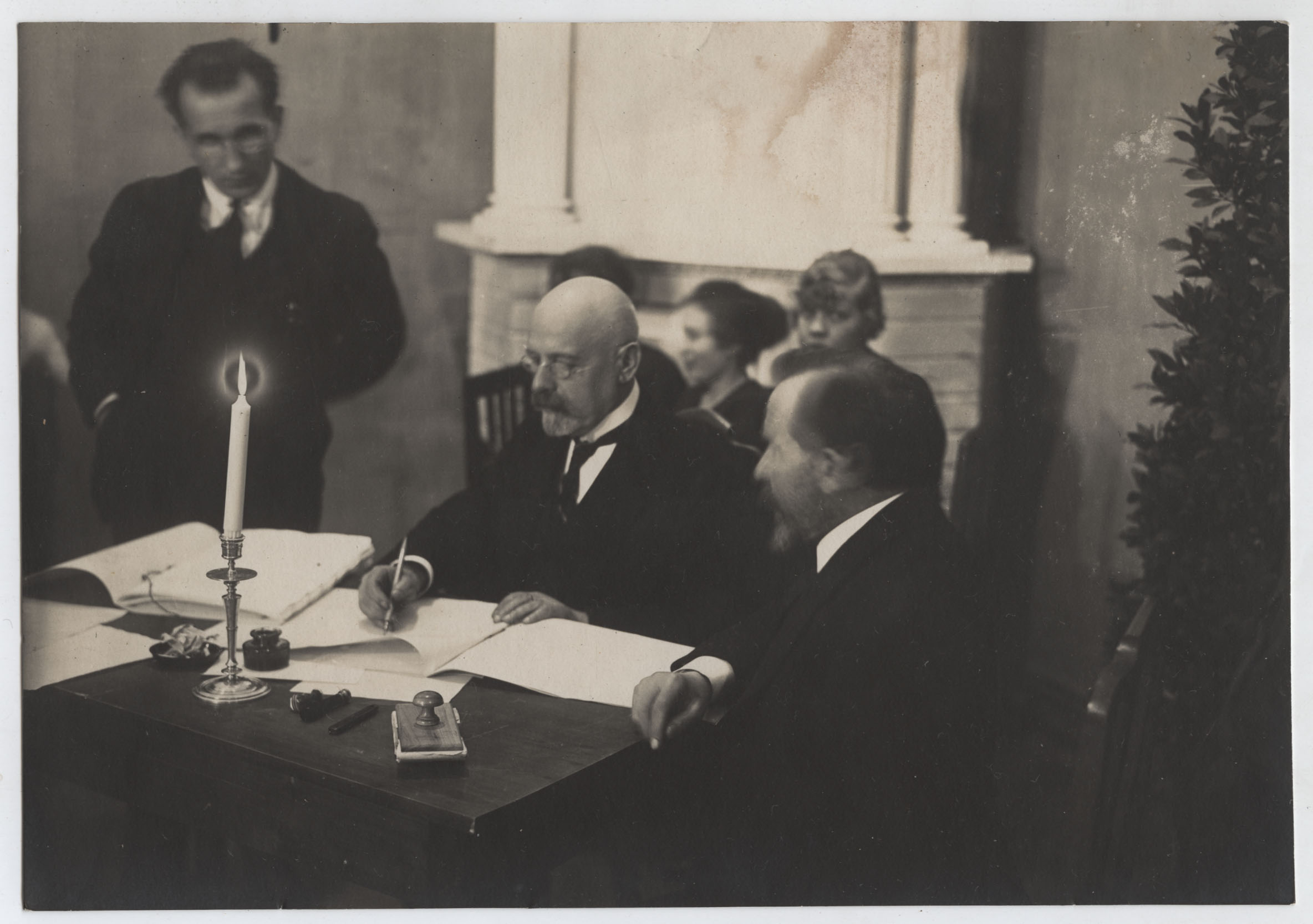
Jaan Poska unterzeichnet als estnischer Verhandlungsführer den Friedensvertrag mit Sowjetrussland. Tartu, 2. Februar 1920.

Am 24. Februar 1918 rief das vom Provisorischen Landtag des Gouvernements Estland, dem sogenannten Maapäev, autorisierte Rettungskomitee in Tallinn die Loslösung Estlands von Russland aus und proklamierte die staatliche Souveränität Estlands. Jaan Poska wurde zum Außenminister in der (ersten) Provisorischen Regierung bestimmt. Allerdings blieb Estland von Ende Februar bis Mitte November 1918 von deutschen Truppen besetzt, so dass die Regierung keine tatsächliche Staatsgewalt ausüben konnte.
Am 12. November 1918 wurde Jaan Poska in der (zweiten) Provisorischen Regierung stellvertretender Ministerpräsident und Gerichtsminister, dann vom 27. November 1918 bis 9. Mai 1919 in der (dritten) Provisorischen Regierung estnischer Außenminister.
Poskas Hauptaufgabe bestand darin, vor allem bei den Westmächten die internationale Anerkennung und Unterstützung der estnischen Unabhängigkeit zu erreichen. Am 13. November 1918 hatte Sowjetrussland mit dem Angriff auf die ostestnische Stadt Narva eine militärische Offensive zur Rückeroberung des Baltikums begonnen. Der Estnische Freiheitskrieg begann.
1918/19 bereiste Poska als diplomatischer Gesandter Westeuropa. Er nahm als estnischer Vertreter an der Pariser Friedenskonferenz 1919 teil. Im selben Jahr kehrte er in sein Heimatland zurück. Die Regierung bestimmte ihn zum Leiter der estnischen Delegation bei den anstehenden Friedensverhandlungen mit Sowjetrussland, die im Dezember 1919 offiziell eröffnet wurden. Der Krieg endete Anfang 1920 mit einem estnischen Sieg. Am 2. Februar 1920 unterzeichneten beide Staaten des Friedensvertrag von Tartu, der die estnische Unabhängigkeit bestätigte.

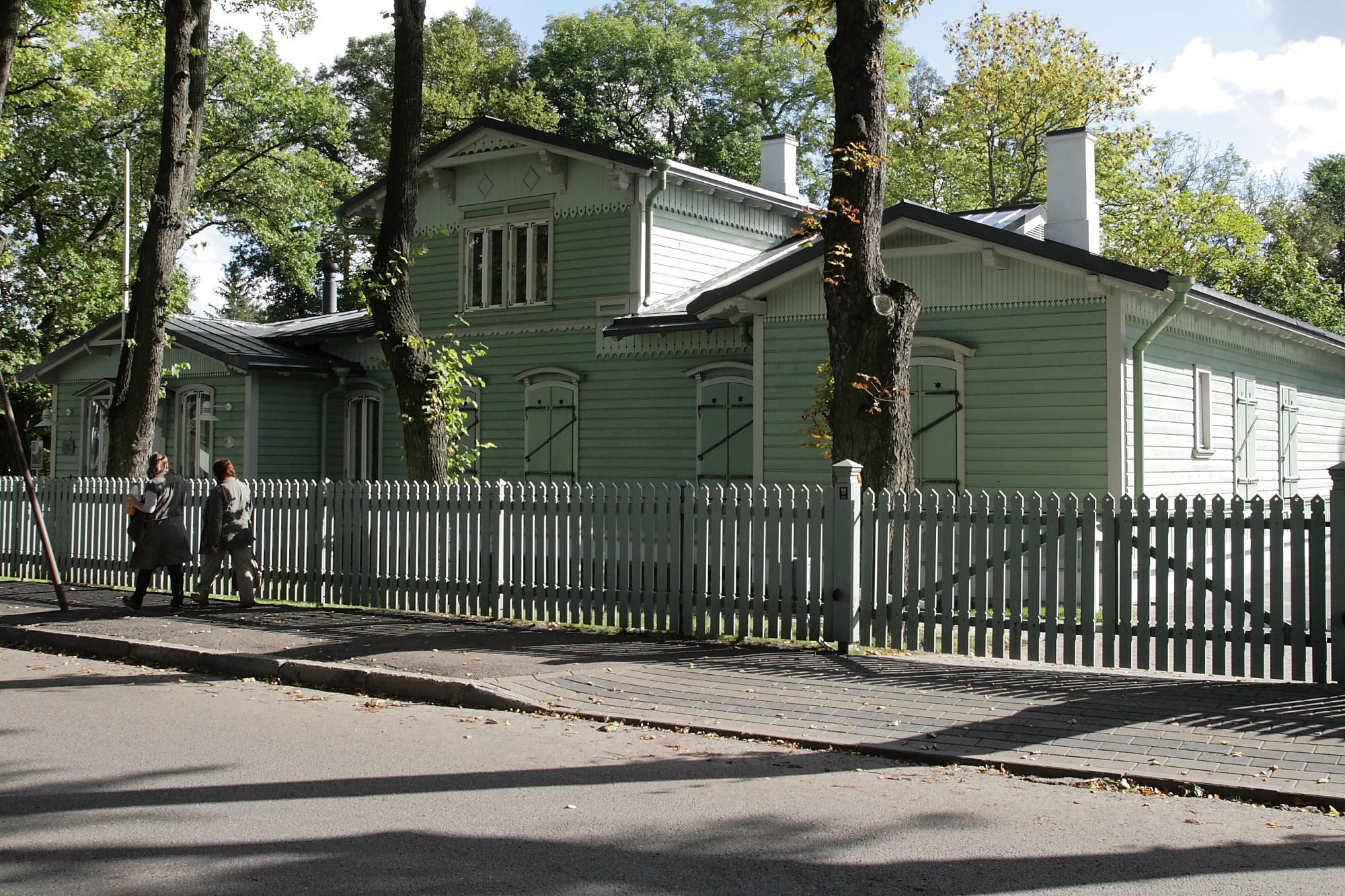
Jaan-Poska-Museum in Tallinn

Poska wurde im April 1919 in die Verfassungsgebende Versammlung der Republik Estland (Asutav Kogu) gewählt. Er starb überraschend ein knappes Jahr später in Tallinn. In seinem ehemaligen Wohnhaus im Tallinner Stadtbezirk Kadriorg ist seit 2008 ein Museum eingerichtet.

## Privatleben
Jaan Poska war seit Ende 1895 mit Constance Ekström (1870–1926) verheiratet.
Die Familie Poska legte großen Wert auf die Bildung ihrer männlichen wie weiblichen Kinder. Zu den bekanntesten gehören die Ärztin Ksenia Poska (1896–1964), die Juristin Vera Poska-Grünthal (1898–1986; verheiratet mit dem Juristen Timotheus Grünthal), die Historikerin Tatjana Poska (1900–1988; verheiratet zunächst mit Aleksander Arder, später mit Eduard Laaman), der Anwalt Jaan Poska (1902–1941), die Übersetzerin Anna Poska (1905–1986), die Juristin Helena (Jelena) Poska–Niinemanni (1907–1939) und der Jurist und Geistliche Jüri Poska (1919–1974).